# 智慧与力量的寓言
《智慧与力量的寓言》是保罗·委罗内塞的一幅布面油画，大约1565年绘制于意大利威尼斯，现藏于纽约弗里克收藏馆。画面左侧描绘了神圣智慧的化身，凝视着天空，而右边描绘了代表力量和尘世关怀的赫丘利，俯视着脚下的珠宝。画中神圣智慧似乎战胜了赫丘利的世俗欲望。她沐浴在光中，似乎在上升，而赫拉克勒斯则在向下移动，走向更深的阴影。